# خوان کارلوس کاریزو
خوان کارلوس کاریزو (انگلیسی: Juan Carlos Carrizo؛ زادهٔ ۳ ژوئن ۱۹۸۷) بازیکن فوتبال اهل آرژانتین است.
از باشگاه‌هایی که در آن بازی کرده‌است می‌توان به باشگاه فوتبال پی‌اس‌وی آیندهوون، باشگاه فوتبال اتلتیکو هوراکان، و باشگاه فوتبال الچه اشاره کرد.